# Уипиль
Уипиль (исп. Huipil) — наиболее распространённая традиционная одежда, которую носят женщины коренных народов Центральной Мексики и Центральной Америки.
Выглядит как свободная туника, обычно сшитая из двух или трёх прямоугольных кусков ткани, которые затем соединяются швами, лентами или полосками ткани, с вырезом для головы и, если боковые стороны сшиты, отверстиями для рук. Традиционные уипили, особенно церемониальные, обычно изготавливаются из ткани, сотканной на ткацком станке с задними ремешками, и украшаются узорами, вплетёнными в ткань, вышивкой, лентами, кружевом и другими элементами. Однако некоторые уипили изготавливаются и из фабричных тканей.
Уипиль может варьироваться в длину от короткой блузки до одежды, достаточно длинной, чтобы доходить до пола. Стиль традиционных уипиль обычно указывает на этническую принадлежность и общину их обладательницы, поскольку у каждой из них свои методы изготовления ткани и её украшения. Церемониальные уипиль надевают на свадьбы, похороны, их носят женщины высокого ранга, их даже используют для украшения статуй святых.
Уипиль носили коренные мезоамериканские женщины как высокого, так и низкого социального статуса задолго до испанской колонизации. Этот характерный вид одежды ацтеков остаётся самым распространённым женским одеянием коренных народов, используемым до сих пор. Чаще всего уипиль можно увидеть в мексиканских штатах Чьяпас, Юкатан, Кинтана-Роо, Оахака, Табаско, Кампече, Идальго, Мичоакан (где он называется уаненго), Веракрус и Морелос. В Центральной Америке его чаще всего используют майя в Гватемале.
В Куэтсалане, Пуэбла, с 1949 года ежегодно проводится фестиваль кофе и уипили под названием Feria del Huipil y Café.
После испанского завоевания империи ацтеков и последующей испанской экспансии уипиль сохранился, но претерпел изменения, впитав элементы из других регионов и Европы. Один из старейших известных уипиль — «Ла Малинче», названный так потому, что, как считается, его носила Ла Малинче, переводчица Эрнана Кортеса, поскольку он очень похож на изображения на её изображениях в Лиенсо-де-Тласкала и Флорентийском кодексе. Однако радиоуглеродный анализ датирует его XVIII веком. Он уникален не только своим возрастом, но и тем, что не имеет аналогов ни в одной коллекции, а его размер больше обычного — 120 на 140 см. Он изготовлен из хлопка с перьями, воском и золотой нитью. В дизайне доминирует изображение двуглавого орла, демонстрирующее как индейское, так и испанское влияние. Он входит в коллекцию Национального музея антропологии.
Некоторые уипили, например, с перешейка Теуантепек, демонстрируют азиатское влияние благодаря ткани, привезённой с Филиппин.[6] Кроме того, в колониальный период уипили стали носить с другой одеждой, особенно с европейскими юбками. Это привело к изменениям в самой одежде и способах её использования. В некоторых случаях уипили стали короче, чтобы выполнять функцию блузки, а не платья. В том же регионе уипили также эволюционировали в длинный струящийся, а иногда и объёмный головной убор, обрамляющий лицо.
По сей день большинство традиционных уипили изготавливаются из ткани, сотканной вручную на ткацком станке с задним ремнём. Однако появление коммерческих тканей сделало этот метод дорогостоящим, и многие коренные женщины перестали производить эту ткань или стали делать более простые варианты. К началу XIX века женщины начали носить уипили без декора или блузки в европейском стиле. К концу XIX века большинство женщин майя полностью забыли технику парчового ткачества.
Уипиль сохранился во многих коренных общинах, если не как повседневная одежда, то как одежда для церемоний или особых случаев. Надевание уипиля, особенно церемониального или традиционного, женщиной становится своего рода ритуалом. Продевая голову через шейное отверстие, женщина становится центром символического мира. Руки её образуют крест, и она окружена мифами, словно находится между небесами и подземным миром.
Наиболее распространённым материалом для уипиль является хлопок, но встречаются также шерстяные и шёлковые варианты. Большинство уипиль шьётся из двух или трёх кусков, обычно одинакового размера, за исключением кусков из горных районов Чьяпаса, где центральная часть шире боковых. Полотнища не сшиваются в обычном смысле швами, а соединяются лентами, небольшими полосками ткани или сложным швом, при котором края полотен соприкасаются или почти соприкасаются. Это добавляет изделию дополнительный декоративный слой.
Большинство классических уипиль скорее шире, чем длиннее, хотя в последние годы ширина уипиль уменьшилась. Уипиль могут быть длиной до талии или достигать щиколоток или где-то между ними, но большинство опускаются чуть выше или чуть ниже колена. Длинный или короткий, он не предназначен для того, чтобы быть облегающей одеждой. Вырез может быть круглым, овальным, квадратным или с простым разрезом. Большинство сшиваются по бокам, оставляя отверстие в верхней части для продевания рук. Некоторые варианты не сшиваются по бокам, особенно очень короткие. Хотя сегодня уипиль изготавливаются из промышленной ткани, самые традиционные изготавливаются из ткани, сотканной вручную на ткацком станке с задним ремнём. Детали, используемые для изготовления, ткутся по размеру и никогда не разрезаются. Несмотря на свою простоту, ткацкий станок с задним ремнем позволяет ткать ткань с большим количеством техник и узоров, чем другие типы ткацких станков. Большинство тканей ручной работы имеют вплетенные узоры, особенно ткани, предназначенные для церемониальных уипиль. Декоративные элементы могут отражать историю, культурную самобытность, что-то личное, связанное с носителем, и многое другое. Поскольку большинство коренных народов происходят из аграрных общин, дизайн одежды, как правило, связан с природой. Самые сложные узоры, как правило, известны лишь нескольким старшим мастерам-ткачам. Помимо узоров, вплетенных в ткань, другие декоративные элементы могут включать вышивку, ленты, перья, кружево и многое другое.
Изготовление традиционных уипиль — важная культурная и экономическая деятельность для амусгос, особенно в Шочистлауаке, где большинство людей до сих пор носят традиционную одежду. Девочки начинают обучаться этому ремеслу в раннем возрасте, перенимая техники и узоры у своих матерей и бабушек. Ткачество является важным источником дохода, поскольку продукции сельского хозяйства недостаточно для удовлетворения потребностей большинства семей. Хотя они работают над другими изделиями, такими как скатерти или другие предметы одежды, самым популярным и ценным остается уипиль. Женщины племени амусго добились определенной известности, а такие ткачихи, как Флорентина Лопес де Хесус, завоевали признание на конкурсе ремесел ЮНЕСКО 2001 года для Латинской Америки и Карибского бассейна.
Традиционные уипили обычно идентифицируют коренную группу и общину, носящую их, поскольку у каждой общины есть свои собственные узоры ткачества и вышивки. В некоторых общинах, например, в Джамильтепеке (Оахака), существует табу на ношение уипили, изготовленных в этих общинах, женщинами из других регионов.
За исключением очень длинных уипили, их обычно носят с другими предметами одежды, такими как юбка или комбинация. Большинство уипили носят свободно, но некоторые можно завязать на талии или заправить в юбку, как блузку. В некоторых случаях, например, в Сан-Хуан-Копала (Оахака), излишняя длина уипила подворачивается на талию при ношении с юбкой.
Женщины обычно носят повседневные уипили, а те, что носят, надевают только по особым случаям, например, на свадьбы. Декоративные элементы часто располагаются горизонтальными полосами, но встречаются и вертикальные. В ряде коренных общин экстравагантные уипили, изготовленные для свадьбы женщины, затем бережно убираются и хранятся, чтобы позже быть использованными на её похоронах. В других общинах, когда женщина достигает определённого возраста, начинают изготавливать специальный уипиль. Церемониальные уипили также изготавливаются для облачения статуй святых. Во время праздников эти святые могут быть одеты в несколько слоёв уипиль, что придаёт им более упитанный вид.
Эта одежда распространена среди различных групп майя. У женщин майя в Гватемале узоры уипиль спереди, сзади и на плечах позволяют определить тип майя и их принадлежность к какой-либо общине. Церемониальные уипили майя носят только статуи святых и жёны религиозных деятелей.
Уипиль из Чинантека отличается изысканностью: вся одежда покрыта ткаными и вышитыми геометрическими узорами разных цветов, а края украшены лентами. В Охитлане, штат Оахака, женщины Чинантека надевают на свадьбу особые уипиль, которые делятся на три вида. Первый вид называется «гала» или «красный», и раньше это было традиционное свадебное платье. Однако из-за его стоимости немногие семьи могут себе его позволить. Второй вид называется «паво» и используется для особых случаев. Он похож на первый, но имеет менее насыщенный красный цвет и более мелкие узоры. Третий вид, называемый «пахарос и паломас» (птицы и голуби), самый недорогой из трёх и его довольно легко найти на рынках. Он белого цвета с фигурками птиц и других животных ярких и контрастных цветов. Раньше его носили женщины среднего и старшего возраста, но с тех пор его переняли многие.
Женщины коренных народов перешейка Теуантепек известны тем, что носят два уипила. Первый — короткий бархатный уипил, богато расшитый цветочными мотивами, а второй, для особых случаев, обычно белого цвета, обрамляет лицо и накидывается на голову, покрывая шею и плечи. Блузка уипила имеет длину всего около 60 см и демонстрирует современное, европейское и даже азиатское влияние. Обычно её носят с объёмной юбкой европейского стиля, также богато украшенной. Головной убор называется «уипиль де тапар» (покрывающий уипиль) или биданиро.
Уипили Санта-Мария-Магдалена, штат Чьяпас, богаты символикой: изображениями богов, цветов, лягушек и других мифологических образов. Они также включают в себя набор символов, которые служат своего рода подписью ткача. Церемониальный уипиль Магдалены украшен узорами, символизирующими вселенную в форме креста, где восток представлен на правом плече, а запад — на левом. Юг представлен на груди, а север — на спине. Одеваясь, женщина становится центром вселенной. Этот уипиль носят только женщины высшего социального положения, а также его используют для украшения статуй святых.
Уипиль Амусго изготавливается из парчи. Уипиль Амусго украшен сложным набором узоров, основанных на животных, растениях, геометрических фигурах и многом другом.[7] Некоторые узоры не очевидны, например, использование двух соединенных треугольников для изображения бабочек, но все они имеют особое значение.
Церемониальный уипиль Синакантана, штат Чьяпас, также отличается своим изготовлением и символикой. Он изготавливается из белого хлопка с квадратным или вертикальным вырезом, застегивающимся на пуговицы. Область груди отмечена красной линией, внутри которой расположены белые куриные перья, изящно закрепленные белой, синей или зеленой нитью. Нижняя кайма отделана бахромой из тех же материалов и цветов. Это единственная одежда в Мексике, в которой сегодня используется доиспанское искусство работы с перьями. Этот уипиль часто используется на свадьбах, поскольку считается, что он гарантирует счастливый брак. Другие белые свадебные уипиль можно найти в Пинотепа-Насьональ, Чопане и Коцоконе в Оахаке. В Пинотепа-Насьональ декоративные элементы включают животных, цветы, человеческие фигуры, ажурную резьбу, луны, солнца, рыб и насекомых.
В церемониальных уипилях цоцилей сохранились элементы доиспанского искусства работы с перьями, например, белые перья на груди и подоле.
В Окотепеке и Кукиле (штат Оахака), расположенных высоко в горах Микстека, уипили шьют из шерсти для защиты от холода, а хлопковые обычно надевают по праздникам.
Ялалтекские уипили в Оахаке просты и украшены только нагрудной и спинной панелями разных цветов и бахромой.